# Otto Roettig
Otto Roettig (n. 22 iulie 1887, Mühlhausen/Thüringen, Regatul Prusiei, Imperiul German – d. 18 august 1966, Kassel, Germania) a fost un general de infanterie german, care a îndeplinit funcții de comandă în cel de-al Doilea Război Mondial. 

## Biografie
Roettig a servit ca ofițer în Primul Război Mondial. În perioada interbelică a fost ofițer de poliție. A servit în Wehrmacht în timpul celui de-al Doilea Război Mondial și a deținut funcția de comandant al Diviziei 198 Infanterie. A fost decorat pe 19 septembrie 1941 cu Ordinul „Mihai Viteazul” cl. III-a „pentru destoinicia, devotamentul și bravura personală de care au dat dovadă în luptele contra bolșevicilor în colaborare cu trupele române”.
În primăvara anului 1943 a fost numit comandant al Corpului LXVI Rezervă. La mijlocul anului 1943 a fost numit șef al departamentului de inspecție a lagărelor de prizonieri de război din cadrul OKW. A fost capturat de armata britanică și a fost prizonier până în 1947, inclusiv în lagărul Islanda Farm. 

## Decorații
- Crucea de Fier (1914) cl. II și I
- Crucea de Fier cu barete cl. II și I
- Ordinul Militar „Mihai Viteazul” cl. III-a (19 septembrie 1941)[1]
- Crucea Germană de aur (28 februarie 1942)

## Legături externe
- en  Some of the Prisoners Held At Special Camp 11: General der Infanterie Otto Roettig